# فهرست دانشگاه‌های ایالت آیووا
|  |

فهرست دانشگاه‌های ایالت آیووا در آمریکا.

## دانشگاه‌های دولتی آیووا
- دانشگاه ایالتی آیووا (ایمز)
- دانشگاه آیووا (آیووا سیتی)
- دانشگاه شمالی آیووا (سیدر فالز)

## دانشگاه‌های خصوصی آیووا
- دانشگاه کایروپرکتیک پالمر
- دانشگاه بیونا ویستا
- دانشگاه کلارک
- دانشگاه دموین
- دانشگاه دایوین وود
- دانشگاه دریک
- دانشگاه اماس بایبل
- دانشگاه گریس لند
- دانشگاه آیووا وسلیان
- دانشگاه سنت امبروز
- دانشگاه دِبوک
- دانشگاه آپر آیووا
- دانشگاه ونارد
- دانشگاه والدرف
- دانشگاه ویلیام پن

## دانشگاه‌های دوساله آیووا
- کیلینتون کامیونیتی کالج
- دموین اریا کامیونیتی کالج
- الس ورث کامیونیتی کالج
- هاک آی کامیونیتی کالج
- ایندیان هیلز کامیونیتی کالج
- آیووا سنترال کامیونیتی کالج
- آیووا لیکس کامیونیتی کالج
- آیووا وسترن کامیونیتی کالج
- کرک وود کامیونیتی کالج
- مارشال تون کامیونیتی کالج
- ماسکاتین کامیونیتی کالج
- نورث آیووا اریا کامیونیتی کالج
- نورث ایست آیووا کامیونیتی کالج
- نورث وست آیووا کامیونیتی کالج
- اسکات کامیونیتی کالج
- سوت ایسترن کامیونیتی کالج
- سوت وسترن کامیونیتی کالج